# Parkermavella globifera
Parkermavella globifera is een mosdiertjessoort uit de familie van de Bitectiporidae. De wetenschappelijke naam van de soort is voor het eerst geldig gepubliceerd in 1863 door Packard.